# ليو شتراوس
ليو شتراوس من مواليد (20 سبتمبر 1899) ، فيلسوف وسياسي ألماني أمريكي متخصص في الفلسفة السياسية الكلاسيكية. وُلد في ألمانيا لأبوين يهوديين، ثم هاجر لاحقًا من ألمانيا إلى الولايات المتحدة. قضى معظم حياته المهنية كأستاذ للعلوم السياسية في جامعة شيكاغو، حيث قام بتدريس عدة أجيال من الطلاب ونشر خمسة عشر كتابًا. تدرب شتراوس على فلسلفة الكانطية الجديدة مع إرنست كاسيرير وانغمس في أعمال علماء فلسفة علم الظواهر مثل إدموند هوسرل ومارتن هايدجر، وأثبت شهرته من خلال نشره لكتب رائدة عن سبينوزا وهوبز ، ثم بمقالات عن موسى بن ميمون والفارابي. في أواخر الثلاثينيات ركز بحثه على إعادة اكتشاف الكتابة الباطنية، وبالتالي أوجد مفاهيم جديدة لأفلاطون و أرسطو، واستعادة تفسيرهما من خلال الفلسفة الإسلامية واليهودية في العصور الوسطى وتشجيع تطبيق هذه الأفكار على النظرية السياسية المعاصرة. توفى في ( 18 أكتوبر 1973) في مدينة أدابوليس ،ماريلاند.

## حياته
عاش ليو شتراوس في عزلة طويلة، وأمضى وقتا طويلا داخل المؤسسات الأكاديمية في أمريكا الشمالية، ورغم ذلك فقد أعلن بصراحة شديدة كراهيته للديمقراطية والليبرالية على حد سواء. ويعدهُ البعض الملهم لأيديولوجيا المحافظين الجدد التي تسود حاليًا داخل الحزب الجمهوري الأمريكي.
حاول أتباع شتراوس كثيرا إخفاء هذه الحقيقة، والحقيقة أن الصورة التي رُسِمَت لشتراوس باعتباره وطنيًا أمريكيًا يعشق الحرية هي صورة ملفقة تمامًا، فهي أبعد ما تكون عن الحقيقة، حسب آراء المطلعين، والمشكلة بالنسبة لأتباعه هي أنهم مضطرون للكذب، وهذا ليس خطأهم.
وكان ليو شتراوس يميل بقوة نحو السرية؛ لأنه كان يؤمن بأن الحقيقة قاسية جدا بحيث لا يمكن لأي مجتمع أن يتحملها وأن أنصار الحقيقة سوف يتعرضون للاضطهاد من جانب المجتمع وبخاصة المجتمعات الليبرالية لأن الديموقراطية الليبرالية أبعد ما تكون عن قول الحقيقة كما يراها شتراوس.
تتحدث شادية دروري في مقال لها نشرته إحدى الدوريات الأمريكية عن علاقة المحافظين الجدد بليو شتراوس، قائلة إن مريدي شتراوس ورثوا منه فلسفة التفوق، بالإضافة إلى فلسفة الاضطهاد، فقد اقتنعوا بأنهم القلة الممتازة التي تعرف الحقيقة والتي يجب أن تمارس الحكم، ولكنهم كانوا يخشون قول الحقيقة بصراحة كي لا يتعرضوا لاضطهاد من جانب الأغلبية التي ربما ترفض الخضوع لحكم هذه القلة.
وحسب شادية دوري فإن هذا الخوف من الاضطهاد يفسر حماس المحافظين لتقديم أفكار شتراوس بطريقة مضللة، فهم يخشون الكشف عن حقيقة أن شتراوس كان ينتقد الليبرالية والديموقراطية أو أنه يعد عدوا لأمريكا، لذلك فقد لفوه بعلم أمريكا ذي النجوم الزرقاء وادعوا أنه كان بطل الليبرالية والديموقراطية لأغراض سياسية.
تعد شادية دروري من بين أبرز دارسي فلسفة وتاريخ وسياسات المحافظين الجدد، كما أنها ألفت مجموعة كتب حول فلسفة شتراوس مثل:
- «ليو شتراوس والحق الأمريكي» صدر عام 1998.
- «الأفكار السياسية لليو شتراوس» صدر 1988.
- «الإرهاب والحضارة» تحت الطبع.

وتعتبر شادية دروري أن من الواجب الإشارة إلى أن مجرد انتقاد الديموقراطية والليبرالية لا يعني بالضرورة معاداة أمريكا، فهي ترى العكس، فالحرية والديموقراطية لا يمكن أن تقوى وتنمو إلا من خلال مواجهة منتقديها، ولم يكن شتراوس يحمل أي كراهية لأمريكا، ولكنه كان معاديا لليبرالية عموما، ولكن كان يحب أمريكا، ولذلك كان يريد حمايتها من الكارثة التي يمكن أن تتعرض لها بسبب الليبرالية.
وترى شادية دوري أنه لعل من الأسباب التي دفعت شتراوس إلى الكتمان والعزلة شعوره انه ليس في وطنه أثناء حياته في أمريكا.
فقد أدرك الفيلسوف إلى أي مدى تتعارض أفكاره وفلسفته مع الليبرالية العصرية لأمريكا، فقد كان يشعر أن كل شيء في أمريكا لا يتماشى مع الشكل ولا يطابق الرأي العام يجب أن يتم نفيه واستبعاده.
مناخ قمعي
وفي خطاب إلى أحد أصدقائه شكا شتراوس من أن المناخ الأكاديمي في أمريكا مناخ قمعي وأنه يجد صعوبة بالغة في نشر مؤلفاته.
ولقد دفعت الظروف ليو شتراوس إلى الهجرة من موطنه ألمانيا إلى أمريكا، تعلم اللغة الإنجليزية من خلال مشاهدته للتلفزيون، واضطر إلى التعلم والدراسة بهذه اللغة الجديدة، لذلك فمن الواجب أن يصبح شتراوس مثار عطفنا كما تقول دروري، وتضيف: ولكن مريدي شتراوس ما زالوا يشتكون من أنهم يعانون من القمع والحصار والإبعاد في الوسط الأكاديمي، وكذلك في الوسط الإعلامي الليبرالي. ولكن بالتأكيد هذه دموع مزيفة التي يذرفها أتباع شتراوس.

## أتباع شتراوس
وتؤكد السيدة دروري أن أتباع فلسفة شتراوس حاليا هم الأكثر تنظيما والأكثر قوة والأفضل تمويلا في الوسط الأكاديمي والإعلامي في كندا والولايات المتحدة الأمريكية فهم الآن سادة مراكز الأبحاث اليمينية المتطرفة والمؤسسات المالية والمنظمات كما أنهم يتملكون الآن آذانا صاغية في البيت الأبيض ولا شيء يمكن أن يسعد شتراوس حاليا أكثر من رؤية هؤلاء المفكرين المشبعين بفلسفته يلعبون هذا الدور المؤثر في سياسات أمريكا ولكنها تشير إلى أنه لم يكن من الحكمة أن يمارس هؤلاء الرجال دورهم بصورة مباشرة لأن الغالبية العظمى من الأمريكيين لا يثقون بهم ولكنهم في الوقت نفسه لم يستطيعوا أن يضيعوا على أنفسهم الفرصة لاقتناص النفوذ الكبير داخل مؤسسات صنع القرار الأمريكية.
تشير شادية دروري إلى أن الفلاسفة القدامى أمثال افلاطون -في نظرة شتراوس- كانوا يتسمون بالحكمة والدهاء، في حين أن الفلاسفة المحدثين أمثال جون لوك وغيره من الليبراليين حمقى وغير مهذبين. أما حكمة القدامى تتمثل في الاعتقاد بأن الجماهير الشعبية غير الواعية غير ملائمة لمعرفة الحقيقة ولا الحرية.
يرر شتراوس أن هؤلاء الفلاسفة كانوا يؤمنون بالحاجة إلى وجود نخبة من الفلاسفة والمفكرين لتكوين «طبقة نبيلة» تتولى قيادة الجماهير الشعبية، لذلك لم يكن مفاجئا اكتشاف أن الفلاسفة القدامى لم يتحمسوا للديموقراطية. لقد عرقل أفلاطون الفكرة الديموقراطية التي ترى أن أقطاب المحافظين الجدد أمثال نائب الرئيس الأمريكي ديك تشيني ووزير الدفاع دونالد رامسفيلد ومعهما الرئيس بوش نفسه لهم نفس الحق في الحكم وعلى عكس الفلاسفة القدماء فإن الفلاسفة المعاصرين كانوا محبين لليبرالية والديموقراطية.
في رأي شتراوس فهم يرونها حقوقا طبيعية لكي يحيا الناس في حرية وليبرالية، ويحاولون البحث عن السعادة وهؤلاء الفلاسفة المحدثون يؤمنون أن الإنسان يولد حرا، والطريقة المشروعة الوحيدة لكي يتم حكم هذا الإنسان هي أن يكون الحكم وفق إرادته الكاملة.
أما الفلاسفة القدماء فلم يروا للإنسان العادي أي حق في الحرية ويرون أن الإنسان لا يولد حرا ولا متساويا مع غيره من بني البشر، وأن الحالة البشرية الطبيعية ليست هي الحرية ولكنها التبعية.
وفي تقدير شتراوس فإن هؤلاء الفلاسفة القدامى كانوا على صواب في فكرهم بأن هناك حق طبيعي واحد هو حق النخبة في حكم العوام، وحق الزوج في حكم زوجته، وحق القلة الحكيمة في حكم الأغلبية، وقد كانت الإشادة بالفلاسفة القدامى والتنديد بالفلاسفة المحدثين هو محور كتابه الشهير «الحق الطبيعي والتاريخ».
وقد حمل غلاف الكتاب إعلان الاستقلال الأمريكي ولكن الكتاب كان يتحدث عن الحق ليسحق الإنسان في الحرية والديموقراطية كما يمكن أن يعتقد أي إنسان يرى غلاف الكتاب ولكنه كان يتحدث عن حق الأقوياء في السيطرة على الآخرين وقمعهم.
وفي كتابه عن «الطغيان» أشار شتراوس إلى حق القوي في الحكم «كمبدأ طغيان» مستمد من الكتب القديمة التي يجب أن تبقى سرية، ولكن لماذا السرية؟ يقول شتراوس أنه يجب أن تظل تعاليم الطغيان سرية لسببين، الأول الحفاظ على مشاعر الناس، والثاني حماية النخبة من أي تمرد شعبي.
الحرب هي الحل وبعد هذا السرد التاريخي لأفكار الفيلسوف ليو شتراوس تقول دروري فإنه من غير المحتمل أن يقبل الناس فكرة أنهم يجب أن يظلوا خاضعين أو تابعين للنخبة.
ففي تقدير شتراوس فإن منح الحرية والرخاء للمحكومين سوف يحولهم إلى حيوانات فهدف الحكيم هو تهذيب الدهماء ولكن ما الذي يمكن أن يهذب الدهماء؟ إنه البكاء والخضوع والتضحية التي يمكن أن تهذب الدهماء وترقيهم.
تقول دروري متهكمة من هذه النظرة، إن الحرب المستمرة سوف ترفع الدهماء والعوام من رغبتهم في الاستهلاك والخضوع لأفكار مسبقة وبدلا من البحث عن السعادة الشخصية فإنهم سوف يقضون حياتهم في تضحية مستمرة من أجل الأمة.
تقول دروري: لقد أعرب إيرفنج كريستول أحد الأتباع المخلصين لفلسفة شتراوس، أعرب عن سعادته بسبب الشعبية الهائلة التي حققها فيلم «رامبو» الأمريكي فهو يرى أن نجاح هذا الفيلم مؤشر قوي على أن الناس ما زالت تحب الحرب وهذا يعني أنه لن يكون من الصعب اجتذابهم نحو الحروب بعيدا عن السعادة التي تقدمها لهم المجتمعات الليبرالية.
ومما تؤكده دروري أن جوهر فلسفة شتراوس الإلحادية ينطوي في الوقت نفسه على نزعة زهد قوية، وهذا ما يفسر اجتذاب الكثير من المتدينين إلى هذه الفلسفة.
وقد كان شتراوس يحب أمريكا لدرجة أن حاول حمايتها من أخطاء وإرهاب أوروبا.
وقد كان مقتنعا بأن ديموقراطية جمهورية فيمار في ألمانيا كانت السبب في صعود النازيين للحكم، وهو أمر ترى الكاتبة أنه مثير للجدل.
ولكن شتراوس لم يجادل حول هذا الموضوع علانية ولم يقدم الحجج التي تؤيد موقفه في أي من كتاباته، كما تؤكد دروري أنها وصلت إلى حد الاعتقاد بأن أفكار شتراوس وليست أفكار الليبرالية هي التي اخترعت هذه الأنواع من إساءة استخدام السلطة التي كان شتراوس يحاول تجنبها.
وهنا ينبغي علينا أن نتذكر أن الزعيم النازي الألماني أدولف هتلر كان يحتقر الديموقراطية البرلمانية أقصى درجات الاحتقار.
فقد كان صدر هتلر يضيق بالمناقشات والمنازعات على أساس أنها مجرد مضيعة للوقت بالنسبة للأذكياء الذين يعرفون الاختيارات الصحيحة والسياسات المناسبة التي يحتاج إليها الشعب.
كما كان هتلر يعلن احتكاره للجماهير وهو نفس الاحتكار الذي كان يتبدى بوضوح في كتابات شتراوس وأتباعه. ولكن عندما اضطرت الظروف هتلر إلى استمالة الشعب لجأ إلى الأكاذيب والأساطير والخدع كوسائل ضرورية من أجل إقناع الشعب بالنزول على إرادة الفوهرر (الزعيم) هتلر.

## ليو شتراوس وعلم اجتماع الفلسفة
تتعدد إسهامات ليو شتراوس (1899-1973) عبر مختلف مجالات الفلسفة من الكلاسيكية إلى الفلسفات اليهودية والإسلامية، وصولًا إلى الفلسفة الحديثة. صاغ شتراوس نموذجًا نظريًا للعلاقة بين الفلسفة والمجتمع، وأسماه "علم اجتماع الفلسفة". هذا التوجه يختلف عن مشروع كارل مانهايم الذي ركز على العلاقة بين الخبرة الاجتماعية والفكر فيما عرف بـ "علم اجتماع المعرفة"، مشيرًا إلى أن الفلسفة تتأثر وتنتج في سياقات اجتماعية محددة. في مقابل ذلك، اعتبر شتراوس العلاقة بين الفكر والمجتمع أكثر إشكالية، فالفكر قد يواجه الرفض أو الاضطهاد من قبل المجتمع بدلًا من التشجيع، وهو ما جعله يدرس الفلسفة خارج الغرب الليبرالي في فترات تاريخية متنوعة.
في إطار "علم اجتماع الفلسفة"، كان شتراوس يعتقد أن الفلاسفة يشكلون طبقة خاصة تلتقي وتتحاور عبر الأزمنة والأماكن، بعكس غير الفلاسفة الذين يمثلون مصالح طبقات اجتماعية مختلفة. بينما كان علم اجتماع المعرفة يتعامل مع الفكر باعتباره نتاجًا لمجتمعات معينة، شَدد شتراوس على أن العلاقة بين الفلاسفة والمجتمعات تتسم بالجدل، لا سيما عندما يكون الفكر مهددًا بالاضطهاد. يُظهر شتراوس في عمله أن الفلاسفة في مختلف الثقافات قد عانوا من اضطهاد فكري، وهذا يشمل أمثلة من الفلسفة اليونانية والإسلامية والغربية، حيث كان الفكر المستقل يتعرض لمقاومة اجتماعية أو سياسية.
الاضطهاد الفكري هو أحد المفاهيم الأساسية في فكر شتراوس، إذ يرى أن الفكر المستقل يواجه التحديات المجتمعية، ويجب أن يتطور أسلوب التعبير عنه عبر "فن الكتابة بين السطور". هذا الفن يسمح للفلاسفة بالتعبير عن أفكارهم في سياقات قمعية، دون تعريض أنفسهم للخطر، من خلال تشفير آرائهم داخل النصوص. يشير شتراوس إلى أن الكتابات الباطنية، مثل "جمهورية أفلاطون" و"كليلة ودمنة"، تحتوي على معاني مخفية تقتصر على فئة معينة من القراء الأذكياء، بهدف توجيههم نحو الحكمة والفكر المستقل بعيدًا عن الآراء السائدة.

## فئة غير مرغوبة
تتبنى فلسفة شتراوس نفس الحل النازي لمشكلة تردد العوام برأي شادية دروري إذن فعلى كل إنسان يريد أن يتجنب تكرار مأساة النازية مرة أخرى أن يرفض تماما رؤية شتراوس لحكمة القدماء.
ولكن هذا بالتحديد هو ما شجع تلاميذه على فعله فقد ترك تلاميذه الحقل الأكاديمي وانطلقوا للبحث عن النفوذ السياسي، وهم يشكون من أنهم يتعرضون للقمع داخل الوسط الأكاديمي لأنهم غير ليبراليين.
ولكن الحقيقة هي أنهم يتعرضون للقمع ليس لأنهم غير ليبراليين ولكن لأنهم ممتلئون بالحقد والكراهية لزملائهم.
بسبب افتقادهم لأدوات الجدل الفلسفي فالنمط السري والانعزالي لشتراوس يتعارض تماما مع الجدل الفلسفي في الحقل الأكاديمي.
كان شتراوس مقتنع تماما بأنه لا يمكن أن يكون هناك أي اختلاف على الحكيم فالحكماء من وجهة نظر شتراوس يدركون الحقيقة بفطرتهم وهؤلاء الذين ينكرون الحقيقة لا يستحقون مرافقة الحكماء وهذا يفسر لنا لماذا يتحرك مؤيدو شتراوس كجماعة دينية منعزلة ولا يشعرون بالراحة إلا في صحبة من يماثلهم في حين يشغلون أنفسهم بالتفكير في أنهم قلة تحتكر الحقيقة الصافية التي تختفي عن عيون غير المدربين لذلك فليس غريبا ألا تكون نظرة الوسط الأكاديمي لهؤلاء المفكرين إيجابية ولكن الخطأ ليس خطأهم وحدهم فهم غير مدربين بصورة جيدة.
فلسفة شتراوس أقل تماشيا مع الحياة الأكاديمية فهي فلسفة تدعو للتحرك وهدفها ليس فهم العالم بل تغييره وهم الآن أقرب ما يكون إلى المحافظين الجدد الذين يسيطرون على صناعة القرار في أمريكا ولديهم فرصة تاريخية لتحويل رؤيتهم إلى واقع.
لا مجال للحرية!!
بناء على ما سبق تتساءل الكاتبة دروري ما معنى الفكر المحافظ الجديد؟ وماهي اقتراحاته لتغيير العالم وفقا لفلسفة شتراوس السياسية؟ وماذا تعني كلمة جديد في تعبير الفكر المحافظ الجديد؟ وتجيب بأن الفكر المحافظ القديم يعتمد على التقاليد والتاريخ لذلك فهو يتسم بالبطء والحذر والاعتدال.
وقد بدأ هذا الفكر يتلاشى، ولكن في ظل نفوذ ليو شتراوس فإن الفكر المحافظ الجديد هو فكر مسمم بطبيعته فالمحافظون الجدد ليسوا حريصين ولا متباطئين ولكنهم نشيطون وعدوانيون ورجعيون بالمعنى الحرفي للمصطلح.
لقد كان آلان بلوم مؤلف كتاب «إغلاق العقل الأمريكي» وأحد أشهر تلاميذ شتراوس أستاذًا في جامعة تورنتو الكندية وكان أكثر كتبه مبيعا يهاجم فترة الستينيات التي شهدت حركة الدفاع عن الحقوق المدنية للزنوج في أمريكا.
وحركة الدفاع عن حرية المرأة وحقها في المساواة كما هاجم إيرفنج كريستول فترة الستينيات أيضا.
أما المفكر الأمريكي الياباني الأصل فرانسيس فوكوياما الذي تتلمذ على يد ألان بلوم والذي يعد في طليعة المحافظين الجدد في أمريكا فيشير إلى فترة الستينيات بأنها فترة «الركود العظيم» وهو عنوان أحدث كتبه، يفترض كل هؤلاء المفكرين الذين تشبعوا بفلسفة شتراوس أن الحريات الأساسية الجديدة التي تحققت خلال الستينيات هي أصل كل الشرور، لأن الحرية أدت إلى الفجور، والفجور هو النذير بالفساد الاجتماعي مثل الطلاق والجريمة والاسترخاء، كما أن هناك حكمة يؤمنون بها وهي صحيحة تماما تقول إن الحرية كنز نفقده إذا لم نستخدمه بحكمة.
المشكلة أن هؤلاء المحافظين الجدد لا يتسامحون إطلاقا مع أي نقيصة إنسانية أو حماقة ولذلك فهم غير مستعدين لمنح الحرية أي فرصة إذاً ما الذي يجب عمله؟ وكيف يمكن حماية أمريكا من فتنتها الخطيرة بالحرية؟
جاء إيرفنغ كريستول بالحل الذي أصبح حجر الزاوية في سياسات المحافظين الجدد، وهو استغلال الديموقراطية لهزيمة الحرية، اجعل الشعب يعادي حريته، أقنعه بأن هذه الحرية ما هي الا فجور، وأن الحرية تدمر الانضباط الاجتماعي، وهو ما يؤدي إلى الجريمة وانتشار المخدرات والشذوذ الجنسي وانتشار الأطفال غير الشرعيين وانهيار الأسرة، والأخطر من كل هذا أن الحرية تعتبر كيانا هشا أمام الشيوعية أو الإرهاب، وهما الذين شكلا العدو الأول للأمريكيين في فترتين متعاقبتين.
وإذا ما استطعت إقناع الشعب بأن الحرية تشكل خطرا على أمنه فلن تحتاج في هذه الحالة إلى سلب حريته، ولكنه سوف يبادر بالتخلي عنها.
وفي مقال تحت عنوان «شعبية عدم الخوف» قال إيرفنغ كريستول إنه يجب على الأمريكيين أن يعتنقوا «فكر حزب الشعب» الأمريكي، أو حكم الأغلبية، على الرغم من التحفظات على «الآباء المؤسسين» ولكن الرجل حذر في مقاله من ديكتاتورية الأغلبية والمؤسسات التي تحمي حرية الأفراد والأقليات، ولكن كريستول والمحافظون الجدد يريدون التخلص من هذه المؤسسات التي تحمي حريات الأفراد والأقليات من حكم الأغلبية.
يقول كريستول: لا تقلقوا، لماذا؟ من الواضح أنه يقول ذلك لأن المحافظين الجدد يعتقدون أن أمريكا محكومة من قبل نخبة ليبرالية غير حكيمة منذ أكثر من مائتي عام ويريدون المقامرة على أن الناس سيكونون أكثر حكمة وسيتبنون السياسات المحافظة الجديدة ويحاول حزب التحالف الكندي خوض نفس المغامرة. مدفوعا بنفس الأيديولوجيا ولكن لحسن الحظ فإن شعبية هذا التحالف قليلة جدا وفقا لاستطلاعات الرأي العام في كندا.
إستراتيجية الشبح.وتخلص الكاتبة في نهاية مقالها إلى أنه مع وجود المحافظين الجدد في مركز الحكم بالولايات المتحدة الأمريكية فإنه من الصعب إخفاء طبيعة سياساتهم؛ فلم تعد «إستراتيجية الشبح» فعالة لأن سياسات هؤلاء المحافظين الجدد أصبحت واضحة تماما، لا حرية للمرأة، ولا حقوق للسود، الالتزام القوي بإعادة عقوبة الإعدام، وإعادة تجريم الإجهاض.
هذا ليس كل شيء، تلك السياسات هدفت إلى اشتغال المرأة طوال الوقت بتربية الأطفال، بل الكثير من الأطفال، وبهذا فقط تصبح المرأة مفيدة مرة أخرى حسب رأي الكاتبة وتعود النساء لوظيفتهن الأساسية مرة أخرى وهي إنجاب الجنود لأننا سنتحاج المزيد منهم فستكون هناك الكثير من الحروب التي يتعين علينا خوضها إذا ما واصل المحافظون الجدد مسيرتهم ويبدو أنهم سيفعلون ذلك، تضيف دروري: إن هدف المحافظين الجدد هدف رجعي بكل معنى الكلمة وهو لا يقبل بأقل من إعادة الساعة إلى الوراء والتخلص من الليبرالية الأمريكية وهم سوف يستخدمون الديموقراطية لتحقيق هذه المهمة وتؤكد أن شتراوس بعد كل ذلك ليس لديه اعتراض على الديموقراطية ما دامت النخبة التي تؤمن بحكمة الفلاسفة القدماء قادرة على تشكيل وخلق إرادة الناس.
وفي تفسيره لأسطورة الكهف للفيلسوف افلاطون يقول شتراوس إن الفلاسفة الذين يعودون إلى الكهف لا يجب أن يأتوا بالحقيقة فبدلا من ذلك يجب أن يبحثوا عن صور متعددة للكهف حتى يظل الناس مذهولين من عبقرية وتفوق النخبة التي تحكمهم.
المفارقة الكبرى أن نجد هؤلاء المحافظين الجدد يغزون العالم بزعم نشر الحرية والديموقراطية، في الوقت الذي لا يكنون لأي منهما أي احترام.

## روابط خارجية
- ليو شتراوس على موقع الموسوعة البريطانية (الإنجليزية)
- ليو شتراوس على موقع إن إن دي بي (الإنجليزية)
- الحقيقة حول ليو شتراوس
- أزمة الحداثة السياسية من منظور ليو شتراوس